# Mauritius op de Olympische Zomerspelen 1984
Mauritius nam deel aan de Olympische Zomerspelen 1984 in Los Angeles, Verenigde Staten.

## Deelnemers en resultaten
(m) = mannen, (v) = vrouwen

### Atletiek
| Olympiër          | Onderdeel          | Resultaat | Prestatie                             |
| ----------------- | ------------------ | --------- | ------------------------------------- |
| Daniel André      | 100m (m)           | 75e       | serie 3: 8ste in 11,19                |
| Daniel André      | 200m (m)           | 58e       | serie 10: 6de in 22,16                |
| Daniel André      | 400m (m)           | 69e       | serie 2: 7de in 49,09                 |
| Dominique Béchard | discuswerpen (m)   | 18e       | kwalificatie: 18de met 41,10m         |
| Dominique Béchard | kogelslingeren (m) | DNF       | kwalificatie: geen geldige poging     |
| Vivian Coralie    | tienkamp (m)       | 25e       | 6084 punten                           |
|                   |                    |           |                                       |
| Christine Béchard | discuswerpen (v)   | 17e       | kwalificatie groep B: 8ste met 37,94m |

Algerije · Amerikaanse Maagdeneilanden · Andorra · Antigua en Barbuda · Argentinië · Australië · Bahama’s · Bahrein · Bangladesh · Barbados · België · Belize · Benin · Bermuda · Bhutan · Birma · Bolivia · Bondsrepubliek Duitsland · Botswana · Brazilië · Britse Maagdeneilanden · Canada · Centraal-Afrikaanse Republiek · Chili · China · Chinees Taipei · Colombia · Congo-Brazzaville · Costa Rica · Cyprus · Denemarken · Djibouti · Dominicaanse Republiek · Ecuador · Egypte · El Salvador · Equatoriaal-Guinea · Fiji · Filipijnen · Finland · Frankrijk · Gabon · Gambia · Ghana · Grenada · Griekenland · Groot-Brittannië · Guatemala · Guinee · Guyana · Haïti · Honduras · Hongkong · Ierland · IJsland · India · Indonesië · Irak · Israël · Italië · Ivoorkust · Jamaica · Japan · Joegoslavië · Jordanië · Kaaimaneilanden · Kameroen · Kenia · Koeweit · Lesotho · Libanon · Liberia · Liechtenstein · Luxemburg · Madagaskar · Malawi · Maleisië · Mali · Malta · Marokko · Mauritanië · Mauritius · Mexico · Monaco · Mozambique · Nederland · Nederlandse Antillen · Nepal · Nicaragua · Nieuw-Zeeland · Niger · Nigeria · Noord-Jemen · Noorwegen · Oeganda · Oman · Oostenrijk · Pakistan · Panama · Papoea-Nieuw-Guinea · Paraguay · Peru · Portugal · Puerto Rico · Qatar · Roemenië · Rwanda · Salomonseilanden · Samoa · San Marino · Saoedi-Arabië · Senegal · Seychellen · Sierra Leone · Singapore · Soedan · Somalië · Spanje · Sri Lanka · Suriname · Swaziland · Syrië · Tanzania · Thailand · Togo · Tonga · Trinidad en Tobago · Tsjaad · Tunesië · Turkije · Uruguay · Venezuela · Verenigde Arabische Emiraten · Verenigde Staten · Zaïre · Zambia · Zimbabwe · Zuid-Korea · Zweden · Zwitserland